# Fraubrunnen (district)
Fraubrunnen is een district in het kanton Bern met hoofdplaats Fraubrunnen. Het district omvat 27 gemeenten op 124 km².
| gemeentenaam                | inwonersaantal (31/12/2005) | oppervlakte (km²) |
| --------------------------- | --------------------------- | ----------------- |
| Ballmoos                    | 53                          | 1,5               |
| Bangerten                   | 157                         | 2,2               |
| Bätterkinden                | 2828                        | 10,1              |
| Büren zum Hof               | 461                         | 3,5               |
| Deisswil bei Münchenbuchsee | 85                          | 2,1               |
| Diemerswil                  | 204                         | 2,8               |
| Etzelkofen                  | 337                         | 2,8               |
| Fraubrunnen                 | 1718                        | 7,7               |
| Grafenried                  | 919                         | 4,7               |
| Iffwil                      | 395                         | 5,0               |
| Jegenstorf                  | 4194                        | 7,4               |
| Limpach                     | 325                         | 4,4               |
| Mattstetten                 | 553                         | 3,8               |
| Moosseedorf                 | 3411                        | 6,3               |
| Mülchi                      | 249                         | 3,8               |
| Münchenbuchsee              | 9580                        | 8,9               |
| Münchringen                 | 557                         | 2,4               |
| Ruppoldsried                | 256                         | 2,2               |
| Schalunen                   | 389                         | 1,4               |
| Scheunen                    | 72                          | 2,2               |
| Urtenen-Schönbühl           | 5428                        | 7,2               |
| Utzenstorf                  | 3852                        | 17,0              |
| Wiggiswil                   | 100                         | 1,4               |
| Wiler bei Utzenstorf        | 813                         | 3,8               |
| Zauggenried                 | 324                         | 3,7               |
| Zielebach                   | 326                         | 1,9               |
| Zuzwil                      | 484                         | 3,5               |
| Totaal (27)                 | 38.070                      | 123,5             |

Aarberg · Aarwangen · Bern · Biel · Büren · Burgdorf · Courtelary · Erlach · Fraubrunnen · Frutigen · Interlaken · Konolfingen · Laupen · Moutier · La Neuveville · Nidau · Niedersimmental · Oberhasli · Obersimmental · Saanen · Schwarzenburg · Seftigen · Signau · Thun · Trachselwald · Wangen